# Gyapjas aszat
A gyapjas aszat (Cirsium eriophorum) az őszirózsafélék családjába tartozó, gyapjasan molyhos szárú, kétéves növény.

## Előfordulása
Közép- és Dél-Európa nagy részén elterjedt, a hegyvidékeken 1800 méterig megtalálható. A Börzsönyben megtalálható növényfaj.

## Élőhelye
Parlagok, gyomos szántóföldek, elhanyagolt legelők jellegzetes növénye.

## Jellemzői
50–150 cm magas. Szára gyapjasan molyhos, elágazó. Levelei szárnyasan szeldeltek, lándzsás vagy hosszúkás tojásdad alakúak, felszínük zöld, fonákjuk fehéres színű.
A 4–7 cm átmérőjű fészekvirágzatok sűrűn molyhosak, alsó részükön kiszélesedőek, csúcsukon szúrós hegybe kihúzottak, kinyílás előtt spirál mintázatúak. Bíboros, kékes ibolyás színű virágai 25–40 mm hosszúak, lapos párnát alkotnak a fészek tetején.

## Virágzás
Augusztus-szeptemberben virágzik.